# Acanthotylotra alvarengai
Acanthotylotra alvarengai is een sponssoort in de taxonomische indeling van de gewone sponzen (Demospongiae). Het lichaam van de spons bestaat uit kiezelnaalden en sponginevezels, en is in staat om veel water op te nemen. 
De spons behoort tot het geslacht Acanthotylotra. De wetenschappelijke naam van de soort werd voor het eerst geldig gepubliceerd in 2009 door Volkmer-Ribeiro C., Tavares M.M. & Fürstenau de Oliveira K..